# 和田伝太郎
和田 伝太郎（傳太郎、わだ でんたろう、1878年〈明治11年〉10月26日 - 没年不明）は、大正から昭和時代戦前の政治家。実業家。静岡県沼津市長。名は義猛、前名は貢実。

## 経歴
静岡県出身。先代伝太郎の長男。1896年（明治29年）慶應義塾予科中退。1905年（明治38年）家督を相続し、1916年（大正5年）前名を改めた。御殿場銀行、静岡県農工銀行各取締役を務めたのち、沼津銀行、沼津瓦斯、日東精麦倉庫、藤沢精麦倉庫、静岡瓦斯、東海自動車、駿豆肥料各取締役を兼ねた。1917年（大正6年）6月、沼津町会議員に当選した。
1923年（大正12年）7月、沼津町と楊原村の対等合併により沼津市が発足すると、同年9月に同市会議員、同年12月に初代市長に選出された。在任中は関東大震災に見舞われ、沼津精華女学校、沼津淑徳女学院の設立があった。1925年（大正14年）12月まで務めた。
その後、1930年（昭和5年）12月に再度市長に返り咲き、商工会議所の新築、沼津港の開港に尽力。1933年（昭和8年）7月まで務めた。ほか、日本赤十字社特別会員、沼津倉庫監査役、旭自動車運輸社長、静岡製紙取締役、日本汽船漁業取締役、不二商会監査役を歴任した。

## 親族
- 父 和田伝太郎（実業家、静岡県会議長）[3]